# Maryja Mamašuk
Maryja Ruslanaŭna Mamašuk (in bielorusso Марыя Русланаўна Мамашук?; Homel', 31 agosto 1992) è una lottatrice bielorussa.

## Palmarès

### Olimpiadi
- 1 medaglia:
  - 1 argento (Rio de Janeiro 2016 nei 63 kg)

### Europei
- 2 medaglie:
  - 1 oro (Riga 2016 nei 69 kg)
  - 1 argento (Vantaa 2014 nei 63 kg)